# Hipotiroidismo
El hipotiroidismo es una enfermedad del sistema endocrino caracterizada por la producción insuficiente de  hormonas tiroideas, principalmente por una alteración de la glándula tiroidea (hipotiroidismo primario), o también por una estimulación deficiente de la glándula tiroides debido a un trastorno que altere la producción de la hormona tiroestimulante en el sistema hipotálamo-hipofisafio (hipotiroidismo secundario).
En las zonas donde la ingesta de yodo es insuficiente, la tiroiditis crónica autoinmune (enfermedad de Hashimoto) es la causa más común del hipotiroidismo. A escala mundial, la deficiencia de yodo sigue siendo la causa más frecuente. Las manifestaciones clínicas son poco específicas. El diagnóstico se basa en pruebas de laboratorio, principalmente la determinación de los niveles de tirotropina en la sangre como método de cribado. El tratamiento consiste en administrar levotiroxina por vía oral, con dosis individualizadas según la magnitud del hipotiroidismo, la edad del paciente y los antecedentes de cardiopatía isquémica.

## Clasificación
Se pueden realizar distintas clasificaciones del hipotiroidismo:
- Según el lugar donde se produzca la disfunción.
  - Hipotiroidismo  primario (si se localiza en la glándula tiroides).
  - Hipotiroidismo secundario (si se sitúa en la región hipofisaria).
  - Hipotiroidismo terciario (si se sitúa a nivel hipotalámico).
  - Hipotiroidismo periférico (por resistencia periférica hormonal).[5]
- Según el momento de inicio.
  - Hipotiroidismo congénito (se presenta en el momento de nacer, o incluso antes).
  - Hipotiroidismo adquirido.[5]
- Según su severidad. El hipotiroidismo es un trastorno graduado, que puede presentarse como una alteración leve sólo detectable en análisis bioquímicos hasta una condición potencialmente letal en el caso de un coma mixedematoso.[2]
  - Hipotiroidismo subclínico:  nivel de tirotropina elevado; T4 y T3 dentro de rangos normales.[2][5][6] El hipotiroidismo subclínico se produce cuando hay un nivel persistentemente alto de TSH, mientras que los niveles circulantes de hormonas tiroideas libres (T4 y T3) están dentro de rangos de normalidad. El riesgo de progresión a hipotiroidismo clínico o manifiesto aumenta con la presencia de autoanticuerpos, los antecedentes familiares y la presencia de bocio. El papel del yodo es controvertido, si bien parece haber mayor incidencia de hipotiroidismo subclínico en zonas con ingesta de yodo suficiente.[7]
  - Hipotiroidismo clínico leve: tirotropina elevada, T4 baja y T3 normal.[2][5]
  - Hipotiroidismo clínico manifiesto: tirotropina elevada; T4 y T3 bajas.[2]

## Epidemiología
La incidencia anual y la prevalencia del hipotiroidismo clínico es de 0,41 % y 1,8 % para mujeres y de 0,06 % y 0,1 % para los hombres respectivamente. El hipotiroidismo subclínico presenta una prevalencia de 7,5 % en mujeres y 2,8 % en hombres.
Más del 90 % de los hipotiroidismos son primarios y de estos, más del 70 % son subclínicos.
La prevalencia del hipotiroidismo congénito es de uno cada 5000 recién nacidos vivos.
En 2006, el 1 % de la población de Reino Unido recibía T4 (tiroxina) como terapia de reemplazo del hipotiroidismo.
Los factores de riesgo para desarrollar hipotiroidismo clínico son el alza de la tirotropina y la presencia de anticuerpos antitiroideos.

## Etiología

### Hipotiroidismo primario
Está causado por la incapacidad de la glándula tiroides para producir suficiente cantidad de hormona.
- Tiroiditis. Incluye un grupo heterogéneo de procesos que tienen en común la destrucción de la estructura normal del folículo tiroideo. La más frecuente es la tiroiditis de Hashimoto.[9] En las zonas donde la ingesta de yodo es suficiente, la tiroiditis de Hashimoto es la causa más común del hipotiroidismo.[3][4] Se trata de una inflamación crónica del tiroides de origen autoinmune. La sintomatología es muy variable y muchos casos cursan de forma asintomática.[9]
- Iatrogénico y asociado a drogas.
  - Secundario a medicamentos.
  - Postquirúrgico.
  - Dosis terapéuticas de yodo.
  - Radiación externa del cuello.
- Déficit y exceso de yodo. Déficit de yodo: el yodo es indispensable para la síntesis de hormonas tiroideas. La mayor parte procede de la alimentación del ser humano. Durante el embarazo, la deficiencia de yodo deprime la función tiroidea materna y fetal provocando en este último al nacer el cretinismo. En el feto, el déficit intenso produce deficiencias neurológicas y se producen graves lesiones irreversibles, aunque sean tratadas de inmediato tras el nacimiento.[9] A nivel mundial, especialmente en los países menos desarrollados, la deficiencia de yodo es la causa más frecuente de hipotiroidismo.[3]
- Drogas.
- Enfermedades infiltrativas. Tiroiditis de Riedel, sarcoidosis, hemocromatosis, amiloidosis, esclerosis sistémica.
- Hipotiroidismo congénito. La causa más frecuente de hipotiroidismo congénito permanente lo constituye la disgenesia tiroidea. Se presenta principalmente bajo tres formas: ectopia tiroidea, aplasia e hipoplasia tiroidea.

La causa más frecuente de las alteraciones endocrinas del recién nacido es el hipotiroidismo congénito primario. Los programas de cribado neonatal señalan una incidencia de 1 por cada 3000-3500 recién nacidos. Alrededor del 90 % de los casos se trata de hipotiroidismos permanentes y el resto transitorios.
- Hipotiroidismo congénito primario permanente. Puede estar causado por:

- Disgenesias tiroideas. Son alteraciones en la morfogénesis de la glándula tiroides y es la causa más frecuente de hipotiroidismo congénito primario permanente (80-90 % de los casos). Afectan con más frecuencia al sexo femenino. La etiopatogenia es multifactorial y en la mayoría de los casos de origen no aclarado, si bien se conoce la implicación de factores genéticos, ambientales (deficiencia de yodo durante la gestación) e inmunitarios (en caso de enfermedad tiroidea autoinmunitaria de la madre, por el paso a través de la placenta de anticuerpos durante la gestación).
- Dishormonogénesis. Es un grupo heterogéneo de errores congénitos que producen bloqueo total o parcial de cualquiera de los procesos bioquímicos implicados en la síntesis y la secreción de las hormonas tiroideas. Las manifestaciones clínicas son variables y suele detectarse al nacer. Constituye el 10-20 % de la etiología global del hipotiroidismo congénito. Generalmente, se hereda según un patrón autosómico recesivo.
- Hipotiroidismo congénito primario transitorio. La función tiroidea se normaliza en un tiempo variable. Representa el 10 % de los casos. Las causas pueden ser iatrogenia (por los fármacos antitiroideos administrados a la madre o exceso de yodo, durante la gestación o el parto), déficit de yodo, alteraciones inmunitarias (producidos por el paso a través de la placenta de anticuerpos maternos) y alteraciones genéticas (mutaciones del gen DUOX2/THOX2).[9]
- Hipotiroidismo congénito central (hipotálamo-hipofisario). Existe una falta de estímulo hipotálamo-hipofisario sobre la glándula tiroides. Se da en 1 de cada 20 000 recién nacidos. Puede ser permanente, causado por déficit de TRH, esporádico, o por déficit de TSH, aislado o combinado con otras hormonas adenohipofisarias (panhipopituitarismo); o transitorio, por inmadurez del eje hipotálamo-hipófisis-tiroides en recién nacidos prematuros o, excepcionalmente, en hijos de madres hipertiroideas por enfermedad de Graves.[9]

- Hipotiroidismo transitorio

### Hipotiroidismo secundario o central
Es debido a una estimulación inadecuada de una glándula tiroidea intrínsecamente normal, o por un defecto a nivel hipofisario o hipotalámico. En la práctica clínica, suele resultar difícil diferenciar el hipotiroidismo hipofisiario del hipotalámico, por lo que se denomina simplemente hipotiroidismo secundario o central.
- Tumores
- Cirugía, radioterapia
- Vascular
- Enfermedades infiltrativas
- Hipófisis linfocitaria
- Congénito

### Hipotiroidismo periférico
En situaciones muy raras, las manifestaciones clínicas del hipotiroidismo son provocadas por una incapacidad de los tejidos blandos para responder a la hormona tiroidea (resistencia a la hormona tiroidea), o por la inactivación periférica de las hormonas tiroideas. Por esta razón, se le conoce como hipotiroidismo periférico.
- Resistencia a las hormonas tiroideas.
- Hipotiroidismo por consumo.

## Cuadro clínico
El hipotiroidismo clínico o manifiesto se produce cuando existen niveles elevados de tirotropina, junto con niveles por debajo del rango de normalidad de las hormonas tiroideas libres (T4 y T3).
Los síntomas precoces del hipotiroidismo en el adulto son inespecíficos y de inicio insidioso. Entre ellos se encuentra la letargia, el estreñimiento, la intolerancia al frío, rigidez y contractura muscular, el síndrome del túnel carpiano y la menorragia.

### Facies hipotiroidea
En la exploración de la cara es donde se aprecian más datos clínicos y entre ellos destaca:
- Amimia: se le llama cara empastada o cara de payaso, debido a tumefacción palpebral, palidez cérea en la que resalta el enrojecimiento malar (chapetas malares), con inexpresividad manifiesta, aspecto tosco, bobalicón. Cuando es exagerado puede que se desarrolle un coma mixedematoso. También hay que diferenciarlo de un síndrome parkinsoniano.
- Blefaroptosis: es la caída del párpado superior por parálisis (ptosis palpebral)
- Edema palpebral o periorbitario, con bolsas en los párpados inferiores.
- Labios gruesos
- Macroglosia: puede provocar la mordedura de la lengua con frecuencia y provocar un síndrome de apnea obstructiva del sueño. Hay que distinguirlo de la acromegalia
- Voz ronca: a veces apagada, lenta, gutural, profunda y áspera
- Alopecia: suele ser de tipo androide, con pelo fino, muy seco, estropajoso, deslustrado, debilitado
- Caída del pelo, de la cola de las cejas: (también llamado signo de Hertoghe o signo de la reina ana) es debido a procesos autoinmunes con anticuerpos contra el pelo. Hay que diferenciarlo de la lepra
- Piel engrosada: la piel aparece casi como piel de naranja, en la que se marcan mucho los surcos nasogenianos y los pliegues

### Aparato respiratorio
Existe una hipoventilación, debido a la disminución de fuerza de los músculos respiratorios que provoca una insuficiencia respiratoria de distintos grados manifestada por:
- Disminución de la capacidad vital forzada en la espirometría.
- Atelectasia, que suelen ser laminares debido a la disminución de la ventilación.
- Derrame pleural, secundario también a la hipoventilación.
- Retención de anhídrido carbónico, que puede provocar una acidosis respiratoria y conducir a un coma mixedematoso.

### Aparato cardiovascular
- Bradicardia con tonos cardíacos débiles. Puede no existir en el hipotiroidismo.
- Derrame pericárdico que empeora el pronóstico.
- Hipertensión arterial: aparece en el 30 % de los casos.
- Inotropismo: variación en la fuerza de contracción
- Disminución del volumen de eyección.
- Trastornos electrocardiográficos como espacio PR prolongado, complejo QRS de bajo voltaje y puede existir bloqueo auriculoventricular.
- Insuficiencia cardíaca: existe un riesgo de cardiopatía isquémica. En la fase final existe una cardiomegalia con miocardiopatía dilatada que puede provocar la muerte.

### Aparato urinario
Existe un aumento de urea, creatinina, hiponatremia, hipoalbuminemia, albuminuria, que conduce a oliguria por retención de líquidos y edemas.

### Sistema nervioso
La gran mayoría de los síntomas neurológicos son característicos del hipotiroidismo congénito en niños menores de 2 años por defecto en la maduración del sistema nervioso central.
- Letargia: enlentecimiento de la función intelectual, bradipsiquia, bradilalia, pérdida de iniciativa (abulia) y memoria (amnesia), somnolencia, apatía. Hay que distinguirlo de la demencia.
- Trastornos psiquiátricos: ocurren raras veces y se caracteriza por psicosis paranoica o depresión (locura mixedematosa) y retraso mental.
- Cefalea: se produce por déficit de hormonas tiroideas y también por agrandamiento de la silla turca porque tiene que producir mucha tirotropina en casos de hipotiroidismo primario. Hay que distinguirlo de un adenoma hipofisario
- Disminución y enlentecimiento de los reflejos osteotendinoso.
- Neuralgias y parestesias, como el síndrome del túnel carpiano por compresión del nervio mediano.
- Anosmia y ageusia (disminución del sentido del olfato y del gusto).
- Hipoacusia  (pérdida de audición).
- Coma mixedematoso: en casos de hipotiroidismo grave de larga evolución.

### Aparato locomotor
Aparece rigidez por contracturas musculares, cansancio fácil, calambres musculares, a veces hipotonía muscular generalizada que empeora con el frío, engrosamiento muscular en pantorrillas y brazos, relajación de reflejos osteotendinosos.
Además se puede encontrar durante el examen físico el reflejo miotónico que se puede evocar al hacer presión en el tercio superior del brazo en el bíceps, y se suelta presionando hacia el examinador. Es también muy importante durante el examen físico el reflejo de Walkman, que es el regreso lento a la posición neutra luego de evocar el reflejo aquíleo, y que sugiere fuertemente la presencia de hipotiroidismo.

### Piel
- La piel aparece pálida, gruesa, reseca, escamosa, sin sudor y fría.
- Queratodermia palmoplantar. A veces existe un tinte carotinémico por metabolismo insuficiente de carotenos.
- Cloasma, que es una pigmentación de frente y pómulos como en las embarazadas.
- Uñas gruesas, estriadas, quebradizas y de lento crecimiento.
- Alopecia, no solo del cuero cabelludo sino del resto del cuerpo. La resequedad de la piel y cabellos se debe a vasoconstricción periférica.
- Mixedema: en hipotiroidismos graves existe una acumulación de mucopolisacáridos hidrófilos en la sustancia fundamental de la piel y otros tejidos, que se rodean de agua y producen engrosamiento de la piel, rasgos faciales e induración pastosa de la piel que da al enfermo un aspecto edematoso generalizado que a diferencia del edema de la insuficiencia cardíaca no deja fóvea.

### Aparato genital
El hipotiroídismo es una causa frecuente de infertilidad.
- En mujeres existen ciclos anovulatorios con hipermenorrea (menorragia), abortos, y en algunos casos amenorrea por hiperprolactinemia asociada por aumento de TRH.
- En los hombres produce impotencia, disminución de la libido, alteraciones en la espermatogénesis, hidrocele.

### Glándulas suprarrenales
En el hipotiroidismo puede existir una insuficiencia suprarrenal asociada que no desaparece con facilidad con tratamiento de tiroxina, por lo que al principio del tratamiento del hipotiroidismo hay que administrar corticoides.
También existe una complicación que se debe a una insuficiencia a nivel del hipotálamo llamada hipotiroidismo hipofisario.

### Alteración del metabolismo
- Existe una disminución del metabolismo energético con la disminución de producción de calor.
- Disminución del metabolismo basal.
- Intolerancia al frío y baja temperatura basal.

### Alteraciones en losanálisis de sangre
- Anemia: puede ser macrocítica por anemia perniciosa (12 %), anemia microcítica por metrorragia en mujeres, o normocítica normocromica por hemodilución.
- Hipercolesterolemia: sobre todo por el aumento de LDL.
- Disminución de la eritropoyetina, vitamina B12, y en la absorción de hierro.
- Elevación de CPK, tanto musculares como cardíaca.
- Hiponatremia dilucional (baja concentración de sodio en sangre).
- Aumento de la enzima aminotransferasa.
- Hipoglucemia.
- Disminución de hormonas tiroideas.
- La TSH está elevada en el hipotiroidismo primario y disminuida en el hipotiroidismo secundario y terciario.

## Diagnóstico
La única prueba validada para diagnosticar el hipotiroidismo primario es la medida de la hormona estimulante del tiroides (TSH) y de la tiroxina libre (T4-L). Sin embargo, sus niveles pueden verse afectados por enfermedades no tiroideas.

### Límite superior normal de TSH
Se ha propuesto disminuir el límite superior de normalidad de tirotropina de 5 a 2.5-3 uUI/mL, pero este planteamiento ha sido cuestionado.
Las principales evidencias para rebajar los rangos superiores de normalidad de la tirotropina se basan en la alta tasa de autoinmunidad tiroidea de los sujetos con valores comprendidos entre 3 y 5 uUI/mL, su alta progresión a enfermedad tiroidea clínica y su potencial morbilidad si no tienen seguimiento.
Después de excluir a las personas con bocio, con anticuerpos antitiroideos positivos y con antecedentes en la familia de problemas tiroideos, la media del valor de tirotropina es de 1.5 uUI/mL. Extrapolando los valores a una curva Gaussiana, el 97.5 percentil sería 2.5 uUI/mL.
Algunos estudios han encontrado correlación directa entre los valores normales/altos de tirotropina con la aparición de dislipidemia, hipertensión arterial, obesidad y disfunción endotelial, con evidencias de una buena respuesta a la terapia hormonal sustitutiva en el caso de la dislipidemia.
Los argumentos en contra de bajar el nivel de normalidad de tirotropina incluyen los casos en los que la TSH revierte espontáneamente, los resultados conflictivos en cuanto a los beneficios del tratamiento, la posibilidad de un hipertiroidismo iatrogénico y los costos económicos, ya que al rebajar el límite de normalidad se incrementaría entre 3 y 5 veces el número de pacientes que padecería de enfermedad tiroidea.
Faltan estudios que constituyan una demostración convincente del efecto de la terapia en pacientes con niveles de tirotropina en el nivel superior normal, antes de rebajar estos valores. Por otro lado, el hecho de que no esté incluida dentro de un rango no significa que se requiera un tratamiento o se tenga una enfermedad. Hasta el momento, las recomendaciones son hacer un seguimiento especial en los pacientes asintomáticos con valores de TSH comprendidos entre 3 y 4.5 uUI/mL y con anticuerpos positivos.

## Tratamiento
El hipotiroidismo se trata con levotiroxina, cuya dosis puede variar según los resultados de laboratorio.
Es frecuente encontrar una parte de pacientes que no responden adecuadamente al tratamiento y necesitan dosis inesperadamente elevadas de levotiroxina, o cuya respuesta al tratamiento es irregular, necesitando frecuentes ajustes de las dosis de medicación, con períodos de dosis más altas o más bajas. Este hecho es un indicio, habitualmente ignorado, de que el fármaco no se está absorbiendo correctamente en el intestino. Las principales razones incluyen enfermedades gastrointestinales no diagnosticadas (especialmente la enfermedad celíaca, frecuentemente asociada y no reconocida), interacciones con otros tratamientos, intolerancia a ciertos excipientes (como el gluten en enfermos celíacos) o el momento de ingestión del fármaco en relación con las comidas y bebidas, incluyendo el café.
Es controvertido el tema de si se debe dar tratamiento a un paciente con hipotiroidismo subclínico, pero en algunos casos estaría indicado como ser: mujeres embarazadas, niños, dislipidemia, depresión, etc. Todo tratamiento debe ser valorado y individualizado por el médico. 